# Загурщина
Загу́рщина — село в Україні, у Стрийський район Львівської області. Населення становить 97 осіб. Орган місцевого самоврядування - Жидачівська міська рада.

## Населення

### Мова
Розподіл населення за рідною мовою за даними перепису 2001 року:
| Мова            | Кількість | Відсоток |
| --------------- | --------- | -------- |
| українська      | 96        | 98.97%   |
| інші/не вказали | 1         | 1.03%    |
| Усього          | 97        | 100%     |

## Політика

### Парламентські вибори, 2019
На позачергових парламентських виборах 2019 року у селі функціонувала окрема виборча дільниця № 460368, розташована у приміщенні житлового будинку.
Результати
- зареєстровано 78 виборців, явка 65,38%, найбільше голосів віддано за «Слугу народу» і Всеукраїнське об'єднання «Батьківщина» — по 25,49%, за «Європейську Солідарність», «Голос» і «Громадянську позицію» — по 9,80%.[3] В одномандатному окрузі найбільше голосів отримав Володимир Наконечний (Слуга народу) — 25,49%, за Андрія Кота (самовисування) — 23,53%, за Олега Канівця (Громадянська позиція) і Євгенія Гірника (самовисування) — по 13,73%[4].